# Section 8 (armée américaine)
Pour les articles homonymes, voir Section 8.
Le terme « section 8 » désigne aux États-Unis un renvoi de l'armée pour « inaptitude mentale ». Le terme s'applique également en pratique à une personne renvoyée de l'armée pour ce motif, ou encore à quelqu'un dont la conduite conduit à penser qu'il devrait l'être (« He is a Section 8 » : « il devrait être réformé pour inaptitude mentale »).
L'équivalent français de cette expression est "P4" dans le cadre du SIGYCOP.
Ce terme apparait dans plusieurs œuvres filmées, telles que Full Metal Jacket au sujet du personnage de Léonard Lawrence, la série télévisée M*A*S*H (personnage de Maxwell Klinger) ou encore dans le film American Assassin avec les personnages de Mitch Rapp et du Fantôme.